# 1294

## Esdeveniments
- 7 de juliol, Celestí V esdevé papa.
- 24 de desembre, Bonifaci VIII esdevé papa.

## Naixements
Països Catalans
Resta del món
- 18 de juny, Clermont (Oise), Regne de França: Carles IV de França, rei de França i Navarra (m. 1328).[1]
- Jacques de Cahors (Joan XXII) futur pontífex.

## Necrològiques
Països Catalans
Resta del món
- 18 de febrer, Khublai Khan, kan de l'Imperi Mongol.[2]
- 13 de desembre, Celestí V, papa, a Ferentino.
- Brunetto Latini, filòsof, i canceller de la República de Florència.